# 河田秀二
河田 秀二（かわた しゅうじ、1965年11月15日 - ）は、日本の映画監督、脚本家、俳優。大阪府出身。

## 来歴
小学生のときから創作活動に親しみ、高校生になってからは、自主映画製作にのめりこむ。同級生に赤松亮がいる。
大阪写真（現ビジュアルアーツ）専門学校に進学し、課題作品『Start afresh』で優秀賞を受賞。自主製作チーム「プロダクション・ザ・ピーマン」を結成し、卒業後も精力的に自主映画製作を続ける、特に『中尾真司探検隊』シリーズはギャグとアクションの融合作として、インディーズ映画コンペで通算4つのグランプリを受賞したほか、全国各地での上映やテレビ放映、レンタルビデオ化も果たした。
自作の作品で監督・主演の両方をこなす一方、関西・関東の多数の自主映画作品に役者としても出演し「自主映画界の大杉漣」とも呼ばれた。
プロ入りを決意し、集大成として監督・主演した『なんて世の中だ。』が吉本興業の目に止まり、初の商業作品『抱腹絶闘／FLYING GIRLS』（辻本貴則と共同監督、才谷ゆきこ主演）を監督。アイドルとして売り出した松浦亜弥を主演に迎えたテレビドラマ『亜弥のDNA』で本格プロデビュー。
そして、月刊Gunのビデオコンテスト「ガンコン」で高く評価され、押井守、きうちかずひろら5人の監督によるオムニバス映画『KILLERS キラーズ』の監督陣の1人に抜擢され、念願の劇場映画デビューを果たす。
しかしその後は脚本家としての活動が目立つようになり、「『超星神グランセイザー』『幻星神ジャスティライザー』『超星艦隊セイザーX』のローテーション脚本に参加している。初めて挑んだ長篇劇場映画『ストーンエイジ』ではシリアスなテーマをユーモアを添えて描いた。

## 作品リスト

### 自主映画
- 『リョウ 荒野の中へ‐』 1983 共同監督/出演
- 『Love Letter』 1983 監督/脚本/主演
- 『リョウPART2 ドラゴン遊戯』 1984 出演
- 『CountryBoy/街を観る』 1986 監督/主演
- 『RUNNING・OTOSAN』 1986 監督/脚本
- 『トワイライトシティ』 1986 監督/脚本/出演
- 『15の夜』 1986 出演/スタッフ
- 『RUNNING』 1987 監督/撮影（ドキュメント作品）
- 『顔』 1987 監督/脚本
- 『突然…/夏の終わりに』 1987 主演
- 『友達』 1987 監督/脚本
- 『Start afresh』 1988 監督/脚本/主演（ビジュアルアーツ優秀賞）
- 『Just Smile』 1988 監督/脚本/主演
- 『Happy Hat』 1989 監督/脚本/出演（伊丹映画祭キャラクター賞）
- 『屈辱は弾丸で返せ!〜敗者の条件〜』 1990 脚本/出演
- 『中尾慎司探検隊』 1991 監督/脚本/主演（BJシネマ大好き! 映像大賞入選・テレビ放映）
- 『中尾慎司探検隊2』 1992 監督/脚本/主演（伊丹映画祭グリーンリボン賞グランプリ、ひろしま映像展グランプリ、GUN&アクション・ビデオコンテスト銀賞）
- 『海・KAIKI』 1992 主演
- 『T.V.』 1993 出演
- 『BOTTOMLESS・BOOGIE』 1994 出演/スタッフ
- 『BANANA GIRL』 1994 出演
- 『SUPER BAD』 1994 出演
- 『Maybe Tomorrow〜君のために〜』 1995 出演
- 『中尾慎司探検隊3』 1996 監督/脚本/主演（ひろしま映像展グランプリ、GUN&アクション・ビデオコンテスト金銃賞、TSUTAYAインディーズムービー・フェスティバル入選・レンタルビデオ化）
- 『静かなり』 1996 出演
- 『ろくでなし』 1997 出演
- 『奇祭』 1998 出演
- 『HEAT NIGHT』 1998 出演
- 『みんな呑め呑め』 1998 出演
- 『静かなる戦い』 1999 出演
- 『亡き王女の為のパヴァーヌ』 2000 出演
- 『なんて世の中だ。』 2000 監督/脚本/主演（GUN&アクション・ビデオコンテスト（ガンコン）観客賞・主演男優賞・助演女優賞・作曲賞、プラネット映画祭入選）
- 『BLAZE〜欲望の果て〜』 2000 出演
- 『思うがママ!』 2000 出演
- 『探偵〜ランディング・ゾーン〜』 2000 出演
- 『〜神風大吾〜怒りの危機一発』 2001 出演
- 『ザ・ハングマン暗闇編』 2001 出演
- 『風の手のひらの上で』 2001 出演
- 『アブホ』 2001 脚本/出演
- 『INGA!』 2001 出演

### 正式プロデビュー後
- 『亜弥のDNA』 2002 監督/脚本/出演
- 『抱腹絶闘/FLYING GIRLS』 2003 監督/脚本/出演
- 『KILLER IDOL』 2003 監督/脚本/出演
- 『GUN CRAZY3&4 メイキング』 2003 監督/撮影
- 『撃華美人』 2003 出演
- 『蛇閣童子』 2004 出演
- 『超星神グランセイザー』 2004 脚本
- 『幻星神ジャスティライザー』 2004-5 脚本
- 『超星艦隊セイザーX』 2005-6 脚本
- 『ストーンエイジ』 2005 脚本
- 『Monja』 2005 脚本
- 『VOiCE』 2006 脚本/監督
- 『ケータイ小説家の愛』 2009 脚本
- 『聖白百合騎士団』 2009 脚本